# Neanastatus ariostoni
Neanastatus ariostoni is een vliesvleugelig insect uit de familie Eupelmidae. De wetenschappelijke naam is voor het eerst geldig gepubliceerd in 1922 door Girault.